# فرودگاه زاودسک
فرودگاه زاودسک  (به انگلیسی: Zavodske Airfield) یک فرودگاه همگانی است که یک باند فرود چمن دارد و طول باند آن ۱۲۰۰ متر است. این فرودگاه در شهر سیمفروپول کشور اوکراین قرار دارد و در ارتفاع ۲۹۱ متری از سطح دریا واقع شده است.